# Paul Laurent
Paul Laurent (... – Halifax, dopo il 1761) è stato un nativo americano, capo tribù dei Mi'kmaq di La Have.

## Biografia
La tradizione orale del popolo mi'kmaq vuole che la discesa in capo di capo Paul Laurent contro gli inglesi sia avvenuta dalla morte di suo padre, ucciso nel corso della guerra di padre Rale. Negli anni sostenne quindi attivamente la resistenza del suo popolo all'espansione del controllo inglese nell'area.
Fu uno dei sostenitori del missionario padre Le Loutre e della sua lotta armata contro gli inglesi col sostegno del governo francese.
Ebbe un ruolo importante nella guerra franco-indiana quando Paul Laurent e altri undici capi indiani locali invitarono il capo Jean-Baptiste Cope e altri cinque alla St. Aspinquid's Chapel presso l'attuale Point Pleasant Park per negoziare una possibile pace con gli inglesi. Secondo la tradizione orale raccolta da Harry Piers nel XIX secolo dagli anziani della tribù mi'kmaq, il capo Paul Laurent era appena giunto ad Halifax dopo la resa agli inglesi a Fort Cumberland il 29 febbraio 1760. Laurent e gli altri al suo seguito uccisero quindi a tradimento Cope e altri due capi al suo seguito, mentre Cope e i suoi uccisero cinque sostenitori degli inglesi. Poco dopo la morte di Cope, i mi'kmaq siglarono un trattato di pace ad Halifax il 10 marzo 1760.